# Huitième circonscription des Yvelines
La huitième circonscription des Yvelines est l'une des 12 circonscriptions législatives françaises que compte le département des Yvelines (78) situé en région Île-de-France. Elle est représentée par Benjamin Lucas depuis le 19 juin 2022.

## Description géographique et démographique

### De 1958 à 1986
La Dix-septième circonscription de Seine-et-Oise, devenue en 1967 Huitième circonscription des Yvelines était composée de :
- canton de Chevreuse
- canton de Dourdan-Nord
- canton de Dourdan-Sud
- canton de Limours
- canton de Montfort-l'Amaury
- canton de Rambouillet

(source : Journal Officiel du 14-15 octobre 1958).
En 1967, le canton de Dourdan-Sud devient canton de Saint-Arnoult-en-Yvelines et reste dans les Yvelines.
Le canton de Dourdan-Nord devient canton de Dourdan et rejoint la Quatrième circonscription de l'Essonne
Le canton de Limours rejoint également la Quatrième circonscription de l'Essonne.

### À partir de 1988
La huitième circonscription des Yvelines est située dans la vallée de la Seine, en périphérie de la banlieue parisienne. Centrée autour de la ville de Mantes-la-Jolie, elle regroupe les cantons suivants :
- Canton de Limay : 40 738 habitants
- Canton de Mantes-la-Jolie : 45 243 habitants
- Canton de Mantes-la-Ville : 31 816 habitants

D'après les chiffres du recensement de 1999, la circonscription était alors peuplée de 116 246 habitants et la population active était de 53 031 personnes . En 2008, la population était de 118 014 habitants .

## Description politique
Circonscription populaire, marquée par la présence de grands ensembles comme le Val Fourré à Mantes-la-Jolie, la huitième circonscription des Yvelines est une circonscription relativement ouverte, qui a pratiqué l'alternance à chaque élection depuis le redécoupage de 1988. Sa particularité tient au niveau du Front National, qui dépasse régulièrement la barre des 20 % et se maintient au second tour : il priva ainsi le sortant de gauche d'un second tour en 1993, et fit battre le sortant de droite au cours d'une triangulaire en 1997.
En 2012, après l'élection de François Hollande à la présidence de la République, la huitième circonscription des Yvelines repasse à gauche avec la victoire de Françoise Descamps-Crosnier (PS), après avoir été représentée par la droite pendant 10 ans.

## Historique des députations
| Législature | Début de mandat | Fin de mandat  | Député                             | Parti politique | Observations |
| ----------- | --------------- | -------------- | ---------------------------------- | --------------- | --- |
| IIIe        | 3 avril 1967    | 30 mai 1968    | Jacqueline Thome-Patenôtre         | FGDS            | Mandat écourté à la suite d'une dissolution parlementaire décidée par Charles de Gaulle. |
| IVe         | 11 juillet 1968 | 1er avril 1973 | Jacqueline Thome-Patenôtre         | FGDS            | |
| Ve          | 2 avril 1973    | 2 avril 1978   | Jacqueline Thome-Patenôtre         | MRG             | |
| VIe         | 3 avril 1978    | 22 mai 1981    | Nicolas About                      | UDF             | Mandat écourté à la suite d'une dissolution parlementaire décidée par François Mitterrand. |
| VIIe        | 2 juillet 1981  | 1er avril 1986 | Guy Malandain                      | PS              | |
| VIIIe       | 2 avril 1986    | 14 mai 1988    | Aucun                              | Aucun           | Proportionnelle par département, pas de député par circonscription. Mandat écourté à la suite d'une dissolution parlementaire décidée par François Mitterrand.                                                        |
| IXe         | 23 juin 1988    | 1er avril 1993 | Bernard Schreiner                  | PS              | |
| Xe          | 2 avril 1993    | 21 avril 1997  | Pierre Bédier                      | UMP             | Mandat écourté à la suite d'une dissolution parlementaire décidée par Jacques Chirac. |
| XIe         | 12 juin 1997    | 18 juin 2002   | Annette Peulvast-Bergeal           | PS              | |
| XIIIe       | 20 juin 2007    | 19 juin 2012   | Pierre Bédier puis Cécile Dumoulin | UMP             | Cécile Dumoulin remplace le titulaire à partir du 17 avril 2009, après la clôture du mandat de Pierre Bédier le 15 avril de la même année, condamné à dix-huit mois de prison avec sursis et six ans d’inéligibilité. |
| XIVe        | 20 juin 2012    | 20 juin 2017   | Françoise Descamps-Crosnier        | PS              | |
| XVe         | 21 juin 2017    | 21 juin 2022   | Michel Vialay                      | LR              | |
| XVIe        | 22 juin 2022    | 9 juin 2024    | Benjamin Lucas                     | G·s             | Mandat écourté à la suite d'une dissolution parlementaire décidée par Emmanuel Macron. |
| XVIIe       | 8 juillet 2024  | En cours       | Benjamin Lucas                     | G·s             | |

## Historique des élections

### Élections de 1967
| Candidat       | Candidat                        | Parti          | Premier tour | Premier tour | Second tour | Second tour |  |
| Candidat       | Candidat                        | Parti          | Voix         | %            | Voix        | %           |  |
| -------------- | ------------------------------- | -------------- | ------------ | ------------ | ----------- | ----------- |  |
|                | Jacqueline Thome-Patenôtre élue | FGDS (Radical) | 18 745       | 44,08        | 26 740      | 66,24       |  |
|                | Jean Dutourd                    | UD-Ve          | 13 137       | 30,89        | 13 630      | 33,76       |  |
|                | Bernard Hugo                    | PCF            | 10 641       | 25,02        | Retrait     | Retrait     |  |
|                |                                 |                |              |              |             |             |  |
| Inscrits       | Inscrits                        | Inscrits       | 51 338       | 100,00       | 51 331      | 100,00      |  |
| Abstentions    | Abstentions                     | Abstentions    | 7 949        | 15,48        | 10 047      | 19,57       |  |
| Votants        | Votants                         | Votants        | 43 389       | 84,52        | 41 284      | 80,43       |  |
| Blancs et nuls | Blancs et nuls                  | Blancs et nuls | 866          | 2            | 914         | 2,21        |  |
| Exprimés       | Exprimés                        | Exprimés       | 42 523       | 98           | 40 370      | 97,79       |  |

Le suppléant de Jacqueline Thome-Patenôtre était Roland Reuillé, maire SFIO de Plaisir.

### Élections de 1968
| Candidat       | Candidat                                   | Parti          | Premier tour | Premier tour | Second tour | Second tour |  |
| Candidat       | Candidat                                   | Parti          | Voix         | %            | Voix        | %           |  |
| -------------- | ------------------------------------------ | -------------- | ------------ | ------------ | ----------- | ----------- |  |
|                | Jacqueline Thome-Patenôtre sortante réélue | FGDS (Radical) | 12 815       | 29,73        | 22 070      | 53,72       |  |
|                | René Laurin                                | UDR            | 11 555       | 26,81        | 19 016      | 46,28       |  |
|                | Bernard Hugo                               | PCF            | 8 624        | 20,01        | Retrait     | Retrait     |  |
|                | Antoine de La Panouse                      | RI             | 7 835        | 18,18        | Retrait     | Retrait     |  |
|                | Yves Cayla                                 | PSU            | 1 450        | 3,36         |             |             |  |
|                | Lucien Vallet                              | TD             | 819          | 1,9          |             |             |  |
|                |                                            |                |              |              |             |             |  |
| Inscrits       | Inscrits                                   | Inscrits       | 52 549       | 100,00       | 52 542      | 100,00      |  |
| Abstentions    | Abstentions                                | Abstentions    | 9 069        | 17,26        | 10 541      | 20,06       |  |
| Votants        | Votants                                    | Votants        | 43 480       | 82,74        | 42 001      | 79,94       |  |
| Blancs et nuls | Blancs et nuls                             | Blancs et nuls | 382          | 0,88         | 915         | 2,18        |  |
| Exprimés       | Exprimés                                   | Exprimés       | 43 098       | 99,12        | 41 086      | 97,82       |  |

Le suppléant de Jacqueline Thome-Patenôtre était Roland Reuillé, maire de Plaisir.

### Élections de 1973
| Candidat       | Candidat                                   | Parti          | Premier tour | Premier tour | Second tour | Second tour |  |
| Candidat       | Candidat                                   | Parti          | Voix         | %            | Voix        | %           |  |
| -------------- | ------------------------------------------ | -------------- | ------------ | ------------ | ----------- | ----------- |  |
|                | Jacqueline Thome-Patenôtre sortante réélue | MRG            | 17 438       | 28,17        | 33 489      | 57,25       |  |
|                | Bernard Hugo                               | PCF            | 13 433       | 21,7         | Retrait     | Retrait     |  |
|                | Jean-Daniel Camus                          | RI (URP)       | 9 457        | 15,27        | 25 011      | 42,75       |  |
|                | Antoine de La Panouse                      | UDR            | 8 694        | 14,04        | Retrait     | Retrait     |  |
|                | Suzanne Pouzet                             | PS (UGSD)      | 6 005        | 9,7          |             |             |  |
|                | François Soulage                           | PSU            | 3 175        | 5,13         |             |             |  |
|                | Noël Mettey                                | CDP            | 2 584        | 4,17         |             |             |  |
|                | André Houdayer                             | LCR            | 1 126        | 1,82         |             |             |  |
|                |                                            |                |              |              |             |             |  |
| Inscrits       | Inscrits                                   | Inscrits       | 74 090       | 100,00       | 74 052      | 100,00      |  |
| Abstentions    | Abstentions                                | Abstentions    | 11 154       | 15,05        | 12 699      | 17,15       |  |
| Votants        | Votants                                    | Votants        | 62 936       | 84,95        | 61 353      | 82,85       |  |
| Blancs et nuls | Blancs et nuls                             | Blancs et nuls | 1 024        | 1,63         | 2 853       | 4,65        |  |
| Exprimés       | Exprimés                                   | Exprimés       | 61 912       | 98,37        | 58 500      | 95,35       |  |

Le suppléant de Jacqueline Thome-Patenôtre était Claude Dumond, médecin, maire de Dampierre-en-Yvelines, conseiller général DVD du canton de Chevreuse.

### Élections de 1978
| Candidat       | Candidat                            | Parti                | Premier tour | Premier tour | Second tour | Second tour |  |
| Candidat       | Candidat                            | Parti                | Voix         | %            | Voix        | %           |  |
| -------------- | ----------------------------------- | -------------------- | ------------ | ------------ | ----------- | ----------- |  |
|                | Jacqueline Thome-Patenôtre sortante | MRG (PS)             | 24 089       | 25,31        | 48 306      | 49,83       |  |
|                | Nicolas About élu                   | UDF (PR)             | 20 358       | 21,39        | 48 644      | 50,17       |  |
|                | Jean-Pierre Gérard                  | RPR                  | 19 773       | 20,77        | Retrait     | Retrait     |  |
|                | Jacqueline Hoffmann                 | PCF                  | 18 450       | 19,38        | Retrait     | Retrait     |  |
|                | Pierre Herry                        | PSU (FA)             | 4 138        | 4,35         |             |             |  |
|                | Daniel Guérin                       | Divers droite (PSD)  | 3 083        | 3,24         |             |             |  |
|                | Daniel Philippot                    | FN                   | 1 586        | 1,67         |             |             |  |
|                | Jean-Claude Cotentin                | Extrême gauche (LO)  | 1 559        | 1,64         |             |             |  |
|                | Jo Miesch                           | Divers droite (DC)   | 1 337        | 1,40         |             |             |  |
|                | Monique Saliou                      | Extrême gauche (LCR) | 812          | 0,85         |             |             |  |
|                |                                     |                      |              |              |             |             |  |
| Inscrits       | Inscrits                            | Inscrits             | 114 130      | 100,00       | 113 386     | 100,00      |  |
| Abstentions    | Abstentions                         | Abstentions          | 17 329       | 15,18        | 14 837      | 13,09       |  |
| Votants        | Votants                             | Votants              | 96 801       | 84,82        | 98 549      | 86,91       |  |
| Blancs et nuls | Blancs et nuls                      | Blancs et nuls       | 1 616        | 1,67         | 1 599       | 1,62        |  |
| Exprimés       | Exprimés                            | Exprimés             | 95 185       | 98,33        | 96 950      | 98,38       |  |

Le suppléant de Nicolas About était Marcel Paccou, Directeur de l'Institut international de langue française.

### Élections de 1981
| Candidat       | Candidat              | Parti                | Premier tour | Premier tour | Second tour | Second tour |  |
| Candidat       | Candidat              | Parti                | Voix         | %            | Voix        | %           |  |
| -------------- | --------------------- | -------------------- | ------------ | ------------ | ----------- | ----------- |  |
|                | Nicolas About sortant | UDF (PR)             | 40 964       | 44,30        | 45 648      | 46,61       |  |
|                | Guy Malandain élu     | PS                   | 34 744       | 37,57        | 52 287      | 53,39       |  |
|                | Jacqueline Hoffmann   | PCF                  | 11 037       | 11,94        |             |             |  |
|                | Michel Grassart       | MRG                  | 1 586        | 1,72         |             |             |  |
|                | Jean-Yves Métayer     | Extrême gauche (PSU) | 1 520        | 1,64         |             |             |  |
|                | Denis Despré          | Divers droite (MDD)  | 1 178        | 1,27         |             |             |  |
|                | Jean-Claude Cotentin  | Extrême gauche (LO)  | 834          | 0,90         |             |             |  |
|                | Didier Malinosky      | Extrême gauche (LCR) | 606          | 0,66         |             |             |  |
|                |                       |                      |              |              |             |             |  |
| Inscrits       | Inscrits              | Inscrits             | 129 279      | 100,00       | 129 344     | 100,00      |  |
| Abstentions    | Abstentions           | Abstentions          | 35 769       | 27,67        | 30 278      | 23,41       |  |
| Votants        | Votants               | Votants              | 93 510       | 72,33        | 99 066      | 76,59       |  |
| Blancs et nuls | Blancs et nuls        | Blancs et nuls       | 1 041        | 1,11         | 1 131       | 1,14        |  |
| Exprimés       | Exprimés              | Exprimés             | 92 469       | 98,89        | 97 935      | 98,86       |  |

Le suppléant de Guy Malandain était Georges Mougeot, médecin, maire adjoint de Maurepas.

### Élections de 1988
| Candidat              | Candidat                        | Parti          | Premier tour | Premier tour | Second tour | Second tour |  |
| Candidat              | Candidat                        | Parti          | Voix         | %            | Voix        | %           |  |
| --------------------- | ------------------------------- | -------------- | ------------ | ------------ | ----------- | ----------- |  |
|                       | Bernard Schreiner sortant réélu | PS             | 13 019       | 37,51        | 20 906      | 56,49       |  |
|                       | Pierre Daniel                   | RPR (URC)      | 9 352        | 26,95        | 16 104      | 43,51       |  |
|                       | Georges-Paul Wagner sortant     | FN             | 6 282        | 18,1         |             |             |  |
|                       | Georges Godin                   | PCF            | 4 759        | 13,71        |             |             |  |
|                       | Alexandra Meynier               | Divers droite  | 679          | 1,96         |             |             |  |
|                       | Jean-François Colin             | Divers droite  | 616          | 1,77         |             |             |  |
|                       |                                 |                |              |              |             |             |  |
| Inscrits              | Inscrits                        | Inscrits       | 57 539       | 100,00       | 57 487      | 100,00      |  |
| Abstentions           | Abstentions                     | Abstentions    | 22 194       | 38,57        | 19 437      | 33,81       |  |
| Votants               | Votants                         | Votants        | 35 345       | 61,43        | 38 050      | 66,19       |  |
| Blancs et nuls        | Blancs et nuls                  | Blancs et nuls | 638          | 1,81         | 1 040       | 2,73        |  |
| Exprimés              | Exprimés                        | Exprimés       | 34 707       | 98,19        | 37 010      | 97,27       |  |
| Source : Data.gouv.fr |                                 |                |              |              |             |             |  |

La suppléante de Bernard Schreiner était Annette Peulvast, professeur, conseillère municipale de Mantes-la-Ville.

### Élections de 1993
| Candidat              | Candidat                  | Parti                      | Premier tour | Premier tour | Second tour | Second tour |  |
| Candidat              | Candidat                  | Parti                      | Voix         | %            | Voix        | %           |  |
| --------------------- | ------------------------- | -------------------------- | ------------ | ------------ | ----------- | ----------- |  |
|                       | Pierre Bédier élu         | RPR (UPF)                  | 11 454       | 30,07        | 18 864      | 60,36       |  |
|                       | Jean-Louis d'André        | FN                         | 8 938        | 23,46        | 12 387      | 39,63       |  |
|                       | Bernard Schreiner sortant | PS (ADFP)                  | 6 825        | 17,91        |             |             |  |
|                       | Georges Godin             | PCF                        | 3 330        | 8,74         |             |             |  |
|                       | Jean-François Colin       | Les Verts (EÉ)             | 2 117        | 5,55         |             |             |  |
|                       | Serge Ancelot             | Divers droite (CNIP)       | 1 421        | 3,73         |             |             |  |
|                       | Bruno Savegnano           | Divers écologiste (LT-LNÉ) | 1 193        | 3,31         |             |             |  |
|                       | Stéphanie Gasnot          | Extrême droite (RDRP)      | 671          | 1,76         |             |             |  |
|                       | Max Benhaim               | Divers droite              | 652          | 1,71         |             |             |  |
|                       | Daniel Bénard             | LO                         | 593          | 1,55         |             |             |  |
|                       | Maurice Martin            | Extrême gauche (PT)        | 565          | 1,48         |             |             |  |
|                       | Philippe Lardé            | Divers gauche              | 221          | 0,58         |             |             |  |
|                       | Roger Millo               | Extrême droite (AP)        | 108          | 0,28         |             |             |  |
|                       |                           |                            |              |              |             |             |  |
| Inscrits              | Inscrits                  | Inscrits                   | 60 140       | 100,00       | 60 157      | 100,00      |  |
| Abstentions           | Abstentions               | Abstentions                | 20 165       | 33,53        | 22 552      | 37,49       |  |
| Votants               | Votants                   | Votants                    | 39 975       | 66,47        | 37 605      | 62,51       |  |
| Blancs et nuls        | Blancs et nuls            | Blancs et nuls             | 1 887        | 4,72         | 6 354       | 16,9        |  |
| Exprimés              | Exprimés                  | Exprimés                   | 38 088       | 95,28        | 31 251      | 83,1        |  |
| Source : Data.gouv.fr |                           |                            |              |              |             |             |  |

Le suppléant de Pierre Bédier était Jean Dauwe, agriculteur retraité, maire de Brueil-en-Vexin.

### Élections de 1997
| Candidat       | Candidat                      | Parti          | Premier tour | Premier tour | Second tour | Second tour |  |
| Candidat       | Candidat                      | Parti          | Voix         | %            | Voix        | %           |  |
| -------------- | ----------------------------- | -------------- | ------------ | ------------ | ----------- | ----------- |  |
|                | Marie-Caroline Le Pen         | FN             | 11 197       | 28,48        | 10 357      | 24,09       |  |
|                | Pierre Bédier sortant         | RPR            | 10 372       | 26,38        | 15 313      | 35,62       |  |
|                | Annette Peulvast-Bergeal élue | PS             | 9 656        | 24,56        | 17 321      | 40,29       |  |
|                | Jacques Saint-Amaux           | PCF            | 3 853        | 9,80         |             |             |  |
|                | Bernard Moscodier             | GÉ             | 1 745        | 4,44         |             |             |  |
|                | Daniel Bénard                 | LO             | 880          | 2,24         |             |             |  |
|                | Mohamed Bamou                 | Divers         | 463          | 1,18         |             |             |  |
|                | Christophe Dupin              | Extrême droite | 376          | 0,96         |             |             |  |
|                | Isabelle Berthier             | US4J           | 342          | 0,87         |             |             |  |
|                | Jack Lefebvre                 | PT             | 288          | 0,73         |             |             |  |
|                | Richard Gerbaudi              | IR             | 139          | 0,35         |             |             |  |
|                | Antoine Herboux               | Divers droite  | 0            | 0            |             |             |  |
|                | Charles Carruggi              | Divers droite  | 0            | 0            |             |             |  |
|                |                               |                |              |              |             |             |  |
| Inscrits       | Inscrits                      | Inscrits       | 58 079       | 100,00       | 58 065      | 100,00      |  |
| Abstentions    | Abstentions                   | Abstentions    | 17 467       | 30,07        | 13 999      | 24,11       |  |
| Votants        | Votants                       | Votants        | 40 612       | 69,93        | 44 066      | 75,89       |  |
| Blancs et nuls | Blancs et nuls                | Blancs et nuls | 1 301        | 3,2          | 1 075       | 2,44        |  |
| Exprimés       | Exprimés                      | Exprimés       | 39 311       | 96,8         | 42 991      | 97,56       |  |

Le suppléant d'Annette Peulvast-Bergeal était Jean Soler, écologiste indépendant.

### Élections de 2002
| Candidat       | Candidat                          | Parti            | Premier tour | Premier tour | Second tour | Second tour |  |
| Candidat       | Candidat                          | Parti            | Voix         | %            | Voix        | %           |  |
| -------------- | --------------------------------- | ---------------- | ------------ | ------------ | ----------- | ----------- |  |
|                | Pierre Bédier élu                 | UMP              | 15 950       | 42,48        | 20 074      | 60,05       |  |
|                | Annette Peulvast-Bergeal sortante | PS               | 9 207        | 24,52        | 13 353      | 39,95       |  |
|                | Hélène d'André                    | FN               | 6 106        | 16,26        |             |             |  |
|                | Jacques Saint-Amaux               | PCF              | 2 520        | 6,71         |             |             |  |
|                | Philippe Morice                   | LCR              | 588          | 1,57         |             |             |  |
|                | Guillaume Bigot                   | Pôle républicain | 524          | 1,4          |             |             |  |
|                | Philippe Schleiter                | MNR              | 449          | 1,2          |             |             |  |
|                | Bernard Moscodier                 | Cap21            | 436          | 1,16         |             |             |  |
|                | Ghislaine de La Chaise            | LO               | 413          | 1,1          |             |             |  |
|                | André Petit                       | CPNT             | 378          | 1,01         |             |             |  |
|                | Jean-Christian Vial               | GÉ               | 289          | 0,77         |             |             |  |
|                | Jamila Bahij                      | Divers           | 250          | 0,67         |             |             |  |
|                | Maurice Martin                    | PT               | 205          | 0,55         |             |             |  |
|                | Jean-Marc Bost                    | CNIP             | 125          | 0,33         |             |             |  |
|                | Noureddine Hannouf                | Divers gauche    | 109          | 0,29         |             |             |  |
|                |                                   |                  |              |              |             |             |  |
| Inscrits       | Inscrits                          | Inscrits         | 59 394       | 100,00       | 59 377      | 100,00      |  |
| Abstentions    | Abstentions                       | Abstentions      | 21 222       | 35,73        | 24 366      | 41,04       |  |
| Votants        | Votants                           | Votants          | 38 172       | 64,27        | 35 011      | 58,96       |  |
| Blancs et nuls | Blancs et nuls                    | Blancs et nuls   | 623          | 1,63         | 1 584       | 4,52        |  |
| Exprimés       | Exprimés                          | Exprimés         | 37 549       | 98,37        | 33 427      | 95,48       |  |

Pierre Bédier est nommé membre du gouvernement, et est remplacé par son suppléant André Samitier, ancien instituteur, maire de Gargenville, conseiller général du canton de Limay, du 19 juillet 2002 au 10 septembre 2004 (à la suite de son décès).

### Élection partielle de 2004
| Candidat                          | Candidat                    | Parti          | Premier tour | Premier tour | Second tour | Second tour |  |
| Candidat                          | Candidat                    | Parti          | Voix         | %            | Voix        | %           |  |
| --------------------------------- | --------------------------- | -------------- | ------------ | ------------ | ----------- | ----------- |  |
|                                   | Pierre Bédier sortant réélu | UMP            | 7 840        | 40,71        | 10 635      | 51,73       |  |
|                                   | Françoise Descamps          | PS             | 4 686        | 24,33        | 9 925       | 48,27       |  |
|                                   | Jacques Saint-Amaux         | PCF            | 3 381        | 17,56        |             |             |  |
|                                   | Hélène d'André              | FN             | 2 542        | 13,20        |             |             |  |
|                                   | Nabila Keramane             | Les Verts      | 616          | 3,20         |             |             |  |
|                                   | Faouzia Zebdi-Ghorab        | Divers         | 193          | 1,00         |             |             |  |
|                                   |                             |                |              |              |             |             |  |
| Inscrits                          | Inscrits                    | Inscrits       | 60 588       | 100,00       | 60 589      | 100,00      |  |
| Abstentions                       | Abstentions                 | Abstentions    | 40 926       | 67,55        | 39 240      | 64,76       |  |
| Votants                           | Votants                     | Votants        | 19 662       | 32,45        | 21 349      | 35,24       |  |
| Blancs et nuls                    | Blancs et nuls              | Blancs et nuls | 404          | 2,05         | 789         | 3,7         |  |
| Exprimés                          | Exprimés                    | Exprimés       | 19 258       | 97,95        | 20 560      | 96,3        |  |
| Source : Ministère de l'Intérieur |                             |                |              |              |             |             |  |

La suppléante de Pierre Bédier était Cécile Dumoulin, adjointe au maire de Mantes-la-Jolie.

### Élections de 2007
| Candidat                                                             | Candidat                    | Parti                      | Premier tour | Premier tour | Second tour | Second tour |  |
| Candidat                                                             | Candidat                    | Parti                      | Voix         | %            | Voix        | %           |  |
| -------------------------------------------------------------------- | --------------------------- | -------------------------- | ------------ | ------------ | ----------- | ----------- |  |
|                                                                      | Pierre Bédier sortant réélu | UMP                        | 15 417       | 41,11        | 17 860      | 50,67       |  |
|                                                                      | Françoise Descamps-Crosnier | PS                         | 8 787        | 23,43        | 17 390      | 49,33       |  |
|                                                                      | Jacques Saint-Amaux         | PCF                        | 4 225        | 11,27        |             |             |  |
|                                                                      | Jean-Claude Varanne         | FN                         | 2 419        | 6,45         |             |             |  |
|                                                                      | Aziz Senni                  | UDF–MoDem                  | 2 338        | 6,23         |             |             |  |
|                                                                      | Philippe Cadoux             | MPF                        | 921          | 2,46         |             |             |  |
|                                                                      | Marcel Bednar               | Divers écologiste (LT-LNÉ) | 806          | 2,15         |             |             |  |
|                                                                      | Philippe Morice             | Extrême gauche (LCR)       | 732          | 1,95         |             |             |  |
|                                                                      | Laurent Benveniste          | Divers droite (MSD)        | 570          | 1,52         |             |             |  |
|                                                                      | Genevieve Bille             | Extrême droite (MNR)       | 342          | 0,91         |             |             |  |
|                                                                      | Laurence Hesse              | Extrême gauche (LO)        | 321          | 0,86         |             |             |  |
|                                                                      | Maud Lecomte                | Divers (FA)                | 267          | 0,71         |             |             |  |
|                                                                      | Maurice Martin              | Extrême gauche (PT)        | 176          | 0,47         |             |             |  |
|                                                                      | Virginie Dambreville        | Divers droite (AL)         | 133          | 0,35         |             |             |  |
|                                                                      | Nicole Roumegoux            | Divers (PRN)               | 51           | 0,14         |             |             |  |
|                                                                      |                             |                            |              |              |             |             |  |
| Inscrits                                                             | Inscrits                    | Inscrits                   | 67 332       | 100,00       | 67 331      | 100,00      |  |
| Abstentions                                                          | Abstentions                 | Abstentions                | 28 984       | 43,05        | 30 624      | 45,48       |  |
| Votants                                                              | Votants                     | Votants                    | 38 348       | 56,95        | 36 707      | 54,52       |  |
| Blancs et nuls                                                       | Blancs et nuls              | Blancs et nuls             | 843          | 2,2          | 1 457       | 3,97        |  |
| Exprimés                                                             | Exprimés                    | Exprimés                   | 37 505       | 97,8         | 35 250      | 96,03       |  |
| Source : Ministère de l'Intérieur et data.gouv.fr pour les candidats |                             |                            |              |              |             |             |  |

### Élections de 2012
| Candidat       | Candidat                        | Parti                    | Premier tour | Premier tour | Second tour | Second tour |
| Candidat       | Candidat                        | Parti                    | Voix         | %            | Voix        | %           |
| -------------- | ------------------------------- | ------------------------ | ------------ | ------------ | ----------- | ----------- |
|                | Françoise Descamps-Crosnier élu | PS                       | 13 395       | 35,78        | 19 317      | 52,99       |
|                | Cécile Dumoulin sortante        | UMP                      | 11 441       | 30,56        | 17 138      | 47,01       |
|                | Patricia Cote                   | RBM (FN)                 | 6 356        | 16,98        |             |             |
|                | Éric Roulot                     | FG (PCF) (Divers gauche) | 3 500        | 9,35         |             |             |
|                | Joël Mariojouls                 | EÉLV                     | 832          | 2,22         |             |             |
|                | Atika Hayet Morillon            | CpF (MoDem)              | 717          | 1,92         |             |             |
|                | Stéphane Galardini              | LT-LNÉ                   | 320          | 0,85         |             |             |
|                | Kader Taouza                    | Divers gauche (MMP),     | 202          | 0,54         |             |             |
|                | Souad Debache-Boulfoul          | DLR                      | 179          | 0,48         |             |             |
|                | Maurice Martin                  | POI                      | 150          | 0,40         |             |             |
|                | Thierry Gonnot                  | LO                       | 134          | 0,36         |             |             |
|                | Élisabeth Matteï                | S&P                      | 110          | 0,29         |             |             |
|                | Rita Charles                    | NPA                      | 102          | 0,27         |             |             |
|                |                                 |                          |              |              |             |             |
| Inscrits       | Inscrits                        | Inscrits                 | 71 093       | 100,00       | 71 086      | 100,00      |
| Abstentions    | Abstentions                     | Abstentions              | 33 106       | 46,57        | 33 494      | 47,12       |
| Votants        | Votants                         | Votants                  | 37 987       | 53,43        | 37 592      | 52,88       |
| Blancs et nuls | Blancs et nuls                  | Blancs et nuls           | 549          | 1,45         | 1 137       | 3,02        |
| Exprimés       | Exprimés                        | Exprimés                 | 37 438       | 98,55        | 36 455      | 96,98       |

### Élections de 2017
|                                                                           |                                                                                  |                           |                           |                          |                          |
|                                                                           |                                                                                  | Premier tour 11 juin 2017 | Premier tour 11 juin 2017 | Second tour 18 juin 2017 | Second tour 18 juin 2017 |
|                                                                           |                                                                                  |                           |                           |                          |                          |
|                                                                           |                                                                                  | Nombre                    | % des inscrits            | Nombre                   | % des inscrits           |
| Inscrits                                                                  | Inscrits                                                                         | 73 870                    | 100,00                    | 73 870                   | 100,00                   |
| Abstentions                                                               | Abstentions                                                                      | 41 950                    | 56,79                     | 47 014                   | 63,64                    |
| Votants                                                                   | Votants                                                                          | 31 920                    | 43,21                     | 26 856                   | 36,36                    |
|                                                                           |                                                                                  |                           | % des votants             |                          | % des votants            |
| Bulletins blancs                                                          | Bulletins blancs                                                                 | 587                       | 1,84                      | 2 545                    | 9,48                     |
| Bulletins nuls                                                            | Bulletins nuls                                                                   | 201                       | 0,63                      | 1 090                    | 4,06                     |
| Suffrages exprimés                                                        | Suffrages exprimés                                                               | 31 132                    | 97,53                     | 23 221                   | 86,46                    |
|                                                                           |                                                                                  |                           |                           |                          |                          |
| Candidat Étiquette politique (partis et alliances)                        | Candidat Étiquette politique (partis et alliances)                               | Voix                      | % des exprimés            | Voix                     | % des exprimés           |
|                                                                           |                                                                                  |                           |                           |                          |                          |
|                                                                           | Khadija Moudnib La République en marche                                          | 7 744                     | 24,87                     | 10 946                   | 47,14                    |
|                                                                           | Michel Vialay Les Républicains                                                   | 5 351                     | 17,19                     | 12 275                   | 52,86                    |
|                                                                           | François Siméoni Front national                                                  | 4 868                     | 15,64                     |                          |                          |
|                                                                           | Romain Carbonne La France insoumise (Europe Écologie Les Verts - Nouvelle Donne) | 3 997                     | 12,84                     |                          |                          |
|                                                                           | Françoise Descamps-Crosnier (députée sortante) Parti socialiste                  | 2 904                     | 9,33                      |                          |                          |
|                                                                           | Éric Roulot Parti communiste français                                            | 1 391                     | 4,47                      |                          |                          |
|                                                                           | Stéphane Hazan Divers droite                                                     | 1 316                     | 4,23                      |                          |                          |
|                                                                           | Abdelmajid Eddaikhane Divers                                                     | 776                       | 2,49                      |                          |                          |
|                                                                           | Michaël Taverne Debout la France                                                 | 658                       | 2,11                      |                          |                          |
|                                                                           | Esther Kooiman Écologiste (Alliance écologiste indépendante)                     | 500                       | 1,61                      |                          |                          |
|                                                                           | Éliane Le Cor Extrême droite (Parti de la France)                                | 401                       | 1,29                      |                          |                          |
|                                                                           | Hulya Sahin Divers (Parti égalité et justice)                                    | 333                       | 1,07                      |                          |                          |
|                                                                           | Thierry Gonnot Lutte ouvrière                                                    | 266                       | 0,85                      |                          |                          |
|                                                                           | Bénédicte de Dinechin Divers droite (Parti chrétien-démocrate)                   | 224                       | 0,72                      |                          |                          |
|                                                                           | Aude Courbis Divers (Union populaire républicaine)                               | 206                       | 0,66                      |                          |                          |
|                                                                           | Jack Lefebvre Extrême gauche (Parti ouvrier indépendant démocratique)            | 127                       | 0,41                      |                          |                          |
|                                                                           | Mathieu Boulay Divers                                                            | 70                        | 0,22                      |                          |                          |
| Source : Ministère de l'Intérieur - Huitième circonscription des Yvelines |                                                                                  |                           |                           |                          |                          |

### Élections de 2022
Les élections législatives françaises de 2022 ont eu lieu les dimanches 12 et 19 juin 2022.
|                                                    |                                                                              |                           |                           |                          |                          |
|                                                    |                                                                              | Premier tour 12 juin 2022 | Premier tour 12 juin 2022 | Second tour 19 juin 2022 | Second tour 19 juin 2022 |
|                                                    |                                                                              |                           |                           |                          |                          |
|                                                    |                                                                              | Nombre                    | % des inscrits            | Nombre                   | % des inscrits           |
| Inscrits                                           | Inscrits                                                                     | 74 522                    | 100                       | 74 523                   | 100                      |
| Abstentions                                        | Abstentions                                                                  | 43 784                    | 58,75                     | 44 355                   | 59,52                    |
| Votants                                            | Votants                                                                      | 30 738                    | 41,25                     | 30 168                   | 40,48                    |
|                                                    |                                                                              |                           | % des votants             |                          | % des votants            |
| Bulletins blancs                                   | Bulletins blancs                                                             | 460                       | 1,50                      | 1 461                    | 4,84                     |
| Bulletins nuls                                     | Bulletins nuls                                                               | 146                       | 0,47                      | 612                      | 2,03                     |
| Suffrages exprimés                                 | Suffrages exprimés                                                           | 30 132                    | 40,43                     | 28 095                   | 37,70                    |
|                                                    |                                                                              |                           |                           |                          |                          |
| Candidat Étiquette politique (partis et alliances) | Candidat Étiquette politique (partis et alliances)                           | Voix                      | % des exprimés            | Voix                     | % des exprimés           |
|                                                    |                                                                              |                           |                           |                          |                          |
|                                                    | Benjamin Lucas Nouvelle Union populaire écologique et sociale (Génération.s) | 10 054                    | 33,37                     | 15 849                   | 56,41                    |
|                                                    | Edwige Hervieux Ensemble                                                     | 7 336                     | 24,35                     | 12 246                   | 43,59                    |
|                                                    | Cyril Nauth Rassemblement national                                           | 6 729                     | 22,33                     |                          |                          |
|                                                    | Michel Vialay* Les Républicains                                              | 2 365                     | 7,85                      |                          |                          |
|                                                    | Anne Sicard Reconquête                                                       | 1 055                     | 3,50                      |                          |                          |
|                                                    | Bernard Kossoko Sans étiquette                                               | 821                       | 2,72                      |                          |                          |
|                                                    | François Blaise Parti animaliste                                             | 516                       | 1,71                      |                          |                          |
|                                                    | Mélanie Bekono Droite souverainiste                                          | 403                       | 1,34                      |                          |                          |
|                                                    | Jean-Marwaan Préau Union des démocrates musulmans français                   | 326                       | 1,08                      |                          |                          |
|                                                    | Thierry Gonnot Lutte ouvrière                                                | 299                       | 0,99                      |                          |                          |
|                                                    | Jack Lefebvre Parti ouvrier indépendant démocratique                         | 228                       | 0,76                      |                          |                          |
| * Député sortant                                   |                                                                              |                           |                           |                          |                          |

### Élections de 2024
| Candidat                 | Candidat                   | Parti et coalition       | Nuance                   | Premier tour | Premier tour | Second tour | Second tour |
| Candidat                 | Candidat                   | Parti et coalition       | Nuance                   | Voix         | %            | Voix        | %           |
| ------------------------ | -------------------------- | ------------------------ | ------------------------ | ------------ | ------------ | ----------- | ----------- |
|                          | Benjamin Lucas sortant élu | G.s (NFP)                | UG                       | 20 416       | 44,92        | 27 801      | 63,55       |
|                          | Cyril Nauth                | RN                       | RN                       | 14 076       | 30,97        | 15 948      | 36,45       |
|                          | Alexis Costa               | RE (ENS)                 | ENS                      | 6 436        | 14,16        |             |             |
|                          | Stéphan Champagne          | UDI                      | UDI                      | 2 592        | 5,70         |             |             |
|                          | Sabah El Asri              | SE                       | DIV                      | 1 208        | 2,66         |             |             |
|                          | Thierry Gonnot             | LO                       | EXG                      | 526          | 1,16         |             |             |
|                          | Nicolas Mangani            | SE                       | DIV                      | 187          | 0,41         |             |             |
|                          | Hugues Bovaere             | REC                      | REC                      | 8            | 0,02         |             |             |
|                          | Léon Chevalier             | SE                       | DIV                      | 3            | 0,01         |             |             |
|                          |                            |                          |                          |              |              |             |             |
| Suffrages exprimés       | Suffrages exprimés         | Suffrages exprimés       | Suffrages exprimés       | 45 452       | 97,43        | 43 749      | 93,87       |
| Votes blancs             | Votes blancs               | Votes blancs             | Votes blancs             | 810          | 1,74         | 2 238       | 4,80        |
| Votes nuls               | Votes nuls                 | Votes nuls               | Votes nuls               | 389          | 0,83         | 618         | 1,33        |
| Total                    | Total                      | Total                    | Total                    | 46 651       | 100          | 46 605      | 100         |
| Abstention               | Abstention                 | Abstention               | Abstention               | 28 696       | 38,09        | 28 760      | 38,16       |
| Inscrits / participation | Inscrits / participation   | Inscrits / participation | Inscrits / participation | 75 347       | 61,91        | 75 365      | 61,84       |